# Марія Коженьовська
Марія Регіна Коженьовська або Марія Регіна Коженівська (пол. Maria Regina Korzeniowska; 1793 — 1874) — поміщиця Подільської губернії Російської імперії, картограф, походила з дворянського роду Коженьовських (Коженівських).

## Карти України
Видала у співпраці з Й. Лелевелем та С. Шавашкевичем атласи, важливі для історії України:
1831 р. Карта — «Polska, jednoczenie od roku 1333—1586». Центральна Наддніпрянщина (Правобережна та Лівобережна) позначена як Ukraina (Україна); Південна Наддніпрянщина (Правобережна та Лівобережна) — Kozacy (Козаки). На карті виділено українські етнічні землі: Podole (Поділля), Volyn (Волинь), Polisie (Полісся), Pokucie (Покуття), Czerwona Rus (Червона Русь), Bukowina (Буковина).
1831 р. Карта «POLSKA nabytki od roku 860—1333». На карті позначені з межами: Хорватія Велика (територія включала теперішню Східну Польщу, частину Словаччини, закерзонські українські землі, теперішнє м. Краків, північна межа — р. Західний Буг), Хорватія Червона (територія включала теперішні міста Перемишль та Галич, на сході межувала з Волинню, південна межа — р. Прут), Хорватія Закарпатська (територія Придунайської низовини, південна межа доходила до р. Дунай, північна межа — Татри та Карпати).